# 1931년 전국체육대회
1931년 전국체육대회는 1931년 5월 27일부터 12월 6일까지 일제강점기 조선 경성부에서 개최된 전국체육대회이다. 1931년 개최된 제1회 전조선농구선수권대회, 제1회 전조선아마추어권투선수권대회, 제2회 전조선수상경기대회, 제3회 전조선씨름대회, 제12회 전조선야구대회, 제2회 전조선역기대회, 제11회 전조선정구대회, 제12회 전조선축구대회를 1931년 전국체육대회의 일부로 인정하고 있다.

## 경기 종목

### 농구
조선체육회가 1931년에 제1회 전조선농구선수권대회를 개최하면서 농구 종목이 처음으로 전국체육대회 종목에 채택되었다. 농구 종목은 1931년 5월 27일부터 5월 30일까지 기독교청년회 농구장에서 개최되었다. 단일 세부종목으로 개최된 이 대회에 백합, 보성전문학교, 삼각, 선린상업, 세브란스의학전문학교, 신흥, 연희전문학교, 전경신, 전숭실, 제이고등보통학교, 청년학관, 협성실업, 휘문고등보통학교 등 13개 선수단이 참가했다. 보성전문학교가 결승에서 백합을 상대로 41:32로 이기고 초대 우승팀이 되었다.

### 복싱
조선체육회가 1931년에 제1회 전조선아마추어권투선수권대회를 개최하면서 복싱 종목이 처음으로 전국체육대회 종목에 채택되었다. 복싱 종목은 1931년 10월 22일부터 10월 23일까지 천도교기념관에서 개최되었다. 플라이급에서 경성전기의 홍준표, 밴텀급에서 권투구락부의 김창엽, 페더급에서 양정고등보통학교의 김홍락, 라이트급에서 양정고등보통학교의 김정복, 웰터급에서 권투구락부의 이규환이 우승했다.

### 수영
수영 종목은 '제2회 전조선수상경기대회'로 진행되었으며 1931년 9월 13일에 조선총독부 철도국 수영장에서 개최되었다. 17개 세부 종목으로 진행되었다.

### 씨름
씨름 종목은 '제3회 전조선씨름대회'로 진행되었으며 1931년 10월 24일에 청도교기념관에서 개최되었다. 단체 종목만 진행되었고, 경신학교, 보성고등보통학교, 배지고등보통학교, 송도고등보통학교, 양정고등보통학교, 중동학교, 휘문고등보통학교 등 7개 선수단이 참가했다. 결승에서 휘문고등보통학교가 보성고등보통학교를 상대로 4:1로 이기며 우승을 차지했다.

### 야구
야구 종목은 제12회 전조선야구대회로 진행되었고, 1931년 6월 11일부터 6월 13일까지 일제강점기 조선 경성부에 있는 경성운동장 야구장에서 개최되었다. 소학부 종목에서는 공옥보통학교, 교동공립보통학교, 제동공립보통학교 등 3개 선수단이 참가하여, 공옥보통학교가 결승에서 제동공립보통학교를 상대로 8:5로 이기며 우승했다. 중학부 종목에서는 경신학교, 배재고등보통학교, 중앙고등보통학교, 휘문고등보통학교 등 4개 선수단이 참가하여, 결승에서 배재고등보통학교가 중앙고등보통학교를 18:1로 이기며 우승을 달성했다. 전문부 종목에서는 경성전기, 배재구락부, 연희전문학교, 월성단 등 4개 선수단이 참가하여, 결승에서 배재구락부가 연희전문학교를 상대로 9:4로 이기며 우승을 차지했다.

### 역도
역도 종목은 제2회 전조선역기대회로 진행되었고, 1931년 12월 5일부터 12월 6일까지 일제강점기 조선 경성부에 있는 가세가와 공회당에서 개최되었다. 조선체육회는 1931년 12월 1일까지 참가 접수를 진행하고 접수 당일 오후 6시에 대회 진행을 위한 참가자의 체중을 측정했다. 경량급 종목에는 14관 116문 미만인 선수가 출전했고, 중량급 종목에는 14관 116문 이상인 선수가 출전했다. 경기 관람료는 성인 30전, 학생 20전으로 책정되었다. 경량급 종목에서 이덕흥이 450점으로 우승하고, 중량급 종목에서 송학준이 575점으로 우승을 차지했다.

### 정구
정구 종목은 제11회 전조선정구대회로 진행되었고, 1931년 6월 11일부터 6월 13일까지 일제강점기 조선 경성부에 있는 경성운동장 정구장에서 개최되었다. 소학부 종목 계성보통학교만 참가신청하여 진행되지 않았다. 중학부 종목에는 경성실업, 경신학교, 동성상업, 배재고등보통학교, 보성고등보통학교, 선린상업, 양정고등보통학교, 제일고등보통학교, 중앙고등보통학교, 휘문고등보통학교 등 10개 선수단이 참가하여 제일고등보통학교가 결승에서 신린상업을 상대로 3:1로 이기며 우승을 차지했다. 청년부 종목에서는 법학전문학교, 보성전문학교, 약학전문학교, 연희전문학교 등 4개 선수단이 참가하여 결승에서 법학전문학교가 보성전문학교를 상대로 3:1로 이기며 우승을 차지했다.

### 축구
축구 종목은 제12회 전조선축구대회로 진행되었고, 1931년 11월 2일부터 11월 5일까지 일제강점기 조선 경성부에 있는 경성운동장에서 개최되었다. 조선체육회는 대회를 진행하기 위해 1931년 10월 30일까지 참가신청을 받고 10월 31일에 대진을 결정했다. 이 대회에서 대회 사상 처음으로 각 선수에게 등번호를 붙이고 경기를 진행했고, 개막식 행사 때 선수 선서도 진행되었다.
소학부 종목에는 공옥보통학교, 충신학원, 흥동학교 등 3개 선수단이 참가했고, 중학부 종목에는 경성실업전수, 경신학교. 동성상업학교, 배재고등보통학교, 보성고등보통학교, 숭실중학, 송도고등보통학교, 신의주고등보통학교, 오산고등보통학교, 중앙고등보통학교. 진주고등보통학교, 휘문고등보통학교 등 12개 선수단이 참가했으며, 청년부 종목에서는 보성전문학교, 봉래축구단, 비호단, 서울구락부, 숭실전문학교, 신활축구단, 전연희단 등 7개 선수단이 참가했다.
소학부 종목에서는 충신학원이 흥동학교를 상대로 6:1로 이기며 우승을 차지했고, 중학부 종목에서는 결승에서 숭실중학이 경신학교를 상대로 1:0으로 이기며 우승을 차지했다. 청년부 종목에서는 결승에서 숭실전문학교가 전연희단을 상대로 3:1로 이기며 우승을 달성했다.

## 참고 문헌
- 대한체육회 (1990). 《대한체육회 70년사》.
- 대한체육회 (2011). 《대한체육회 90년사》.